# Maigini, Karwar
Maigini là một làng thuộc tehsil Karwar, huyện Uttar Kannad, bang Karnataka, Ấn Độ.